# Tariq Ahmed al-Amri
Tariq Ahmed al-Amri (arabisch طارق أحمد العمري, DMG Ṭāriq Aḥmad al-ʿAmrī; * 23. Dezember 1990 in Riad) ist ein saudischer Leichtathlet, der sich auf den Langstreckenlauf spezialisiert hat.

## Sportliche Laufbahn
Erste internationale Erfahrungen sammelte Tariq Ahmed al-Amri bei der Sommer-Universiade 2011 in Shenzhen, bei der er in 14:11,06 min den achten Platz im 5000-Meter-Lauf belegte. 2014 nahm er erstmals an den Asienspielen in Incheon teil und wurde dort über 5000 und 10.000 Meter jeweils Achter. Im Jahr darauf wurde er bei den Militärweltspielen im südkoreanischen Mungyeong in 13:34,89 min Vierter. 2016 wurde er im 1500-Meter-Lauf Neunter bei den Hallenasienmeisterschaften in Doha und qualifizierte sich über 5000 Meter für die Olympischen Spiele in Rio de Janeiro, bei denen er mit 14:26,90 min im Vorlauf ausschied. Im Jahr darauf gelangte er bei den Islamic Solidarity Games in Baku auf den zehnten Rang. Anschließend gewann er bei den Asienmeisterschaften in Bhubaneswar in 14:56,83 min die Bronzemedaille hinter dem Inder Govindan Lakshmanan und dem Katari Yaser Salem Bagharab. Anfang September gewann er bei den Asian Indoor & Martial Arts Games in Aşgabat in 8:03,98 min die Silbermedaille im 3000-Meter-Lauf. 
2018 nahm er erneut an den Asienspielen in Jakarta teil und gewann dort in 13:56,9 min die Bronzemedaille hinter den beiden Bahrainern Birhanu Balew und Albert Kibichii Rop. Im Jahr darauf qualifizierte er sich über 5000 Meter für die Weltmeisterschaften in Doha, bei denen er mit 14:21,19 min im Vorlauf ausschied. Anschließend schied er bei den Militärweltspielen in Wuhan mit 14:55,13 min ebenfalls in der Vorrunde aus. 2021 belegte er bei den Arabischen Meisterschaften in Radès in 14:29,12 min den fünften Platz über 5000 Meter und im Jahr darauf erreichte er bei den Islamic Solidarity Games in Konya mit 13:59,59 min Rang sechs über diese Distanz und musste sein Rennen über 10.000 Meter vorzeitig beenden. Im April gewann er bei den Westasienmeisterschaften in Doha in 29:34,74 min die Silbermedaille hinter dem Bahrainer Dawit Fikadu und anschließend sicherte er sich bei den Arabischen Meisterschaften in Marrakesch in 30:30,12 min die Bronzemedaille hinter dem Marokkaner Hicham Ouladha und Abdi Waiss Mouhyadin aus Dschibuti. Ende September belegte er bei den Asienspielen in Hangzhou in 28:46,79 min den sechsten Platz über 10.000 Meter und gelangte über 5000 Meter mit 14:02,94 min auf Rang acht. 2024 siegte er bei den Westasienmeisterschaften in Basra in 32:04,24 min über 10.000 Meter und gewann über 5000 Meter in 14:51,10 min die Silbermedaille hinter dem Iraner Seyed Amir Zamanpour. Im Jahr darauf kam er bei den Asienmeisterschaften in Gumi über 5000 Meter nicht ins Ziel.

## Persönliche Bestzeiten
- - 1500 Meter (Halle): 4:01,71 min, 20. Februar 2016 in Doha
- 3000 Meter: 7:46,72 min, 5. Mai 2017 in Doha
  - 3000 Meter (Halle): 7:57,18 min, 3. Februar 2018 in Mondeville
- 5000 Meter: 13:19,70 min, 16. Juni 2019 in Rabat
- 10.000 Meter: 27:44,33 min, 20. Mai 2023 in London